# Edouard Sinayobye
Édouard Sinayobye, né le 20 avril 1966 dans le district de Gisagara, dans la province du Sud du Rwanda, est un prêtre catholique, auteur et évêque du diocèse de Cyangugu.

## Jeunesse et éducation
Sinayobye Edouard est né le 20 avril 1966 dans la province de Butare, au sud du Rwanda. Il fréquente l’école primaire locale de la paroisse catholique de Higiro de 1973 à 1982.
De 1988 à 1993, il poursuit ses études au petit séminaire Saint Léon Kabgayi, où il obtient un diplôme d'études supérieures en latin et en langues modernes.
Après ses études secondaires, il intègre le séminaire propédeutique de Rutongo, avant de rejoindre le grand séminaire de Nyakibanda, où il étudie la philosophie et la théologie.
Il est ordonné prêtre le 12 août 2000 pour le diocèse de Butare.
De 2008 à 2013, il poursuit des études à Rome, à l’Institut pontifical de spiritualité Teresianum, où il obtient un doctorat en théologie spirituelle.

## Prêtrise
Après son ordination, il exerce les fonctions d’aumônier de la cathédrale de Butare et de directeur de la commission diocésaine Justitia et Pax jusqu’en 2005. Il est ensuite prêtre de la paroisse catholique de Gakoma pendant trois ans et membre de la commission des finances du diocèse.
Durant ses études doctorales, il œuvre dans son diocèse d’origine en tant que directeur de Caritas et économiste diocésain.
De 2014 jusqu’à sa nomination comme évêque, il est recteur du séminaire propédeutique de Nyumba. Il enseigne la théologie spirituelle au Grand Séminaire de Nyakibanda ainsi qu’à l’Université catholique du Rwanda.
Il est également secrétaire de la Commission pastorale vocationnelle de la Conférence épiscopale rwandaise et membre du Comité national des congrès eucharistiques .
Le 6 février 2021, le pape François le nomme évêque du diocèse de Cyangugu.